# أبيلاردو مونتالفو
أبيلاردو مونتالفو (بالإسبانية: Abelardo Montalvo)‏ (و. 1876 – 1950 م) هو سياسي من الإكوادور .